# Beach 90th Street
Beach 90th Street è una fermata della metropolitana di New York, situata sulla linea IND Rockaway. Nel 2014 è stata utilizzata da 306 284 passeggeri.
È servita dalla navetta S Rockaway Park Shuttle, sempre attiva, e dalla linea A Eighth Avenue Express, attiva solo nelle ore di punta.